# Otto Bretscher

Otto Bretscher (1971)

Otto Bretscher (* 27. April 1911 in Andelfingen; † 11. Dezember 2000 ebenda; heimatberechtigt in Adlikon sowie Andelfingen) war ein Schweizer Politiker (BGB/SVP).

## Biografie

### Familie und Beruf
Der reformiert getaufte, gebürtige Andelfinger Otto Bretscher, Sohn des Baumeisters Jakob Bretscher, besuchte nach seinem Pflichtschulabschluss von 1928 bis 1930 die Landwirtschaftliche Schule Strickhof in Wülflingen, einem Stadtkreis der Stadt Winterthur. Im Anschluss absolvierte Bretscher berufliche Weiterbildungen im Welschland sowie in Dänemark. Seit 1936 bewirtschaftete Bretscher seinen Hof in seiner Heimatgemeinde Andelfingen. Otto Bretscher vermählte sich im Jahr 1935 mit der aus Niederglatt stammenden Elsa, Tochter des Stationsvorstands Johann Ringger. Er verstarb im Dezember des Jahres 2000 im Alter von 89 Jahren.

### Politischer Werdegang
Otto Bretscher trat 1930 der Bauern-, Gewerbe- und Bürgerpartei (BGB) bei, 1975 wechselte er zur Schweizerischen Volkspartei (SVP Schweiz). Bretscher gehörte seit 1950 dem Gemeinderat von Andelfingen an, dem er von 1956 bis 1974 als Gemeindepräsident vorstand. 1955 nahm er Einsitz im Zürcher Kantonsrat, aus dem er 1975 ausschied. 1967 wählte ihn das Zürcher Volk in den Nationalrat, aus dem er 1979 zurücktrat. Otto Bretscher bekleidete überdies von 1955 bis 1957 die Position des Bezirksschulpflegers sowie von 1966 bis 1974 jene des Präsidenten des Verbands der Zürcher Gemeindepräsidenten. 1956 wurde er in den Vorstand des Holzproduzentenverbandes des Kantons Zürich gewählt, den er seit 1979 präsidierte, 1986 gab er seinen Rücktritt bekannt. Bretschers Engagement galt neben der Landwirtschaftspolitik, der Bildungspolitik sowie der Gesundheitspolitik.